# Toi et moi (film, 2006)
Pour les articles homonymes, voir Toi et moi.
Pour plus de détails, voir Fiche technique et Distribution.
Toi et moi est un film français, réalisé par Julie Lopes-Curval, sorti le 8 mars 2006 et produit par Sombrero Films.

## Synopsis
Deux sœurs, Ariane (Julie Depardieu), rédactrice de roman-photo, et Lena (Marion Cotillard), violoncelliste, croisent leurs histoires de cœur entre copains réguliers et aventures imaginaires voire provoquées : le maçon espagnol, le violoniste talentueux... Le roman-photo leur permet également de vivre leurs romances par procuration.

## Fiche technique
- Titre : Toi et moi
- Réalisation : Julie Lopes-Curval
- Scénario : Julie Lopes-Curval et Sophie Hiet
- Production : Alain Benguigui
- Musique : Sébastien Schuller
- Photographie : Philippe Guilbert
- Montage : Anne Weil
- Pays d'origine :  France
- Genre : comédie dramatique, comédie romantique
- Durée : 90 minutes
- Date de sortie : 8 mars 2006
- Box-office France : 111 781 entrées[1]
- Box-office Belgique : 2 031 entrées[2]

## Distribution
- Marion Cotillard : Lena
- Julie Depardieu : Ariane
- Tomer Sisley : Farid
- Éric Berger : François
- Jonathan Zaccaï : Mark Bajik
- Sergio Peris-Mencheta : Pablo
- Chantal Lauby : Éléonore
- Philippe Le Fèvre : Jérémie
- Sabine Balasse : Corinne
- Carole Franck : Sandrine